# حادثه اوت ۲۰۲۱ دریای عمان
در ۳ اوت ۲۰۲۱ (۱۲ مرداد ۱۴۰۰) نفتکش موسوم به آسفالت پِرَنسِس (Asphalt Princess) که از خور فکان در امارات متحده عربی به سمت صحار در عمان در حرکت بود، در دریای عمان مورد حمله قرار گرفت و متوقف شد. در هنگام وقوع این حادثه، این کشتی تجاری در حوزه قضایی پاناما به ثبت رسیده بود و به Glory International، شرکتی که در منطقه آزاد امارات قرار دارد، تعلق داشت.
در اوایل اوت ۲۰۲۱ (مرداد ۱۴۰۰)، به‌طور گسترده‌ای در رسانه‌های غربی گزارش شد که نفتکش موسوم به آسفالت پِرَنسِس در دریای عمان، در حدود ۶۱ مایل دریایی (۱۱۰ کیلومتر؛ ۶۹ مایل) از شرق بندر فجیره در امارات متحده عربی مورد سرقت واقع شده است. گفته می‌شد که ربایندگان ظاهراً توسط ایران حمایت می‌شده‌اند. در اوایل همین روز سازمان تجارت دریایی بریتانیا (UKMTO) به کشتی‌هایی که در نزدیکی دریای عمان دررفت و آمد بودند هشدار داده بود که «بسیار احتیاط» کنند.
پیش از این حمله، سه حادثه دریایی مشابه در مه ۲۰۱۹ (اردیبهشت ۱۳۹۸)، ژوئن ۲۰۱۹ (خرداد ۱۳۹۸) و ژوئیه ۲۰۲۱ (مرداد ۱۴۰۰) نیز رخ داده بود.

## شرح واقعه
در ۳ اوت ۲۰۲۱ (۱۲ مرداد ۱۴۰۰)، چهار نفتکش به نام‌های Queen Ematha, Golden Brilliant, Jag Pooja و Abyss که در دریای عمان در حرکت بودند، با فاصله زمانی کمی از یکدیگر، شرایط غیرعادی و رفت و آمدهای مشکوکی را گزارش و پیام «خارج از کنترل» را مخابره کردند.
در ۱۴:۱۸ به وقت ساعت هماهنگ جهانی در روز ۳ اوت ۲۰۲۱ (۱۲ مرداد ۱۴۰۰)، از سازمان تجارت دریایی بریتانیا (UKMTO) به تمام کشتی‌های بین‌المللی پیام هشداری با این مضمون مخابره شد: حادثه‌ای «غیر از دزدی دریایی» در فاصله ۶۰ مایل دریایی (۱۱۰ کیلومتر؛ ۶۹ مایلی) از شرق بندر فجیره در امارات متحده عربی (در ۲۴°۳۵′۴۲″شمالی ۵۷°۱۷′۱۰″شرقی / ۲۴٫۵۹۵°شمالی ۵۷٫۲۸۶°شرقی) در ساعت ۱۲:۳۰ رخ داده است.
در ۰۴:۴۴ به وقت ساعت هماهنگ جهانی در روز بعد یعنی ۴ اوت (۱۳ مرداد)، سازمان تجارت دریایی بریتانیا (UKMTO) پیام جدیدی را با این مضمون مخابره کرد: «به احتمال زیاد یک کشتی‌رُبایی» در جریان است که گمان می‌رود در آن گروهی متشکل از ۸ یا ۹ فرد مسلح به زور وارد کشتی شده‌اند و به خدمه کشتی دستور داده‌اند که به سمت ایران حرکت کنند.
در ۰۵:۳۲ به وقت ساعت هماهنگ جهانی در همان روز یعنی ۴ اوت (۱۳ مرداد)، سازمان تجارت دریایی بریتانیا (UKMTO) گزارش داد که مهاجمان کشتی را ترک کرده‌اند و کشتی در وضعیت امنی است، لذا خطر رفع شده است.
در ساعت ۰۷:۲۶ به وقت ساعت هماهنگ جهانی در همان روز یعنی ۴ اوت (۱۳ مرداد)، شبکه خبری الجزیره گزارشی را با این مضمون در توئیتر منتشر کرد: نیروهای مسلح جمهوری اسلامی ایران اعلام کرده‌اند که برای «مراقبت و تأمین امنیت کشتی‌های تجاری» آماده ارسال «یگان‌های امدادی» به سمت کشتی مورد نظر هستند.

## واکنش‌ها
ایران هر گونه نقشَش در این حادثه را تکذیب کرد. وزارت امور خارجه ایران در ۳ اوت (۱۲ مرداد) اعلام کرد که حملات دریایی اخیر در خلیج فارس «کاملاً مشکوک» است، در حالی که سخنگوی نیروهای مسلح جمهوری اسلامی ایران گزارش‌های مربوط به این حادثه را جعلی دانسته و آن را نوعی «جنگ روانی» تلقی کرد.
کشور عمان با انتشار بیانیه‌ای در ۴ اوت (۱۳ مرداد)، ربوده شدن نفتکش موسوم به آسفالت پِرَنسِس (Asphalt Princess) را تأیید کرد. همچنین نیروی دریایی سلطنتی عمان اعلام کرد که «برای کمک به تأمین امنیت آب‌های بین‌المللی» چندین کشتی را در دریای عمان مستقر کرده است.